# Ernest Chausson
Ernest Amédée Chausson (ur. 20 stycznia 1855 w Paryżu, zm. 10 czerwca 1899 w Limay) – francuski kompozytor.

## Życiorys
Syn zamożnego przedsiębiorcy, wychowywał się w gronie ówczesnej elity kulturalnej, dzięki czemu zainteresował się muzyką, a także malarstwem i literaturą. W 1876 roku ukończył studia prawnicze, nigdy jednak nie pracował w zawodzie. W latach 1879–1881 uczęszczał do Konserwatorium Paryskiego, gdzie studiował u Jules’a Masseneta. Jednocześnie pobierał prywatnie lekcje u Césara Francka. W 1881 roku bezskutecznie ubiegał się o Prix de Rome.
W latach 1879–1882 odbył czterokrotnie podróż do Monachium i Bayreuth, gdzie spotykał się z Richardem Wagnerem. W 1883 roku zawarł związek małżeński, od tej pory dzięki wysokiemu statusowi majątkowemu poświęcając się wyłącznie życiu rodzinnemu i pracy twórczej. Aktywnie uczestniczył w życiu kulturalnym, wiele podróżując po Europie i biorąc udział w spotkaniach paryskiego salonu artystycznego. Promował młodych twórców, m.in. Claude’a Debussy’ego. W 1886 roku został sekretarzem Société Nationale de Musique. Zmarł na skutek nieszczęśliwego wypadku rowerowego podczas letnich wakacji – zjeżdżając z górki w drodze na stację kolejową, gdzie miał spotkać się z przyjaciółmi, wpadł na mur i poniósł śmierć na miejscu.

## Twórczość
Do najważniejszych kompozycji Chaussona należą:
- poemat symfoniczny Viviane (1882)
- poemat symfoniczny Soir de fête (1898)
- poemat symfoniczny Solitude dans les bois (1886)
- Poème de l’amour et de la mer (1882–1890)
- Symfonia B-dur (1889–1890)
- koncert na fortepian, skrzypce i kwartet smyczkowy (1889–1891)
- Poème na skrzypce i orkiestrę (1896)
- opera Hélène (1884)
- opera Le roi Arthus do własnego libretta (1886–1895; wyst. po śmierci kompozytora w Brukseli w 1903)

Ponadto był autorem utworów chóralnych, motetów, pieśni, utworów fortepianowych. Poematy symfoniczne Chaussona stanowią kontynuację stylu Césara Francka, zaś pieśni oraz Poème na skrzypce i orkiestrę (1896) stanowią zapowiedź impresjonizmu w muzyce.